# Michelle Perrot
Michelle Perrot (París, 18 de maig de 1928) és una historiadora i feminista francesa, professora emèrita d'història a la Universitat Paris-Diderot. És pionera de l'estudi de la història de les dones a França.

## Biografia
Agregada, reconeguda amb la Legió d'Honor, és una gran especialista en la història del segle xix. És professora emèrita de la Universitat París VII – Denis Diderot, on ha efectuat part de la seva carrera, després d'abandonar la Sorbona en els anys setanta. S'ha ocupat de la història de les dones (és una pionera en aquests estudis), de la classe obrera, i més endavant a interpretacions socials compromeses, en programes contra la Sida o en defensa de la cultura de la pau. Ha estat amiga i col·laboradora de Foucault.
Perrot va publicar inicialment Le socialisme et le pouvoir, Enquêtes sur la condition ouvrière en France au XIXe siècle, així com la seva important tesi sobre els moviments obrers Els ouvriers en grève. durant anys ha estudiat la vida de les classes populars, publicant tant a França com a Anglaterra. D'altra banda, Perrot ha editat la Lettres des filles de Karl Marx, París, Albin Michel, 1979, així com els Écrits pénitentiaires d'Alexis de Tocqueville (París, Gallimard, 1984), i el Journal intime de Caroline B., amb G. Ribeill (París, Montalba, 1985). I la recopilació de George Sand, Politique et polémiques (París, Imprimerie Nationale, 1997).
La seva dedicació a l'estricta història social s'ha ampliat notablement. Perrot va dirigir el volum quart, relatiu al segle xix, de la Història de la vida privada, dirigida per Ph. Ariès, G. Duby (Madrid, Taurus, 1989; or. 1987). Després d'una notable edició de Bentham va seguir el seu treball amb Michel Foucault en L'impossible prisson (París, Le Seuil, 1980; trad. parcial: Barcelona, Anagrama, 1982). I ha seguit treballant sobre el sistema penitenciari, avui els seus articles estan en Les ombres de l'histoire. Crime et châtiment au XIXe siècle.

## Aportació a la història del moviment obrer i de les presons
Ha treballat especialment sobre els moviments obrers (Els ouvriers en grève, Mouton, 1974 la seva tesi dirigida Ernest Labrousse), les enquestes socials, la delinqüència i el sistema penitenciari (sobre aquest tema els seus principals articles es van reunir en Els ombres de l'histoire. Crime et châtiment au xixe siècle, Flammarion, 2001), col·laborant amb Michel Foucault i animant de 1986 a 1991 amb Robert Badinter un seminari sobre la presó sota la Tercera República a l'Escola d'alts estudis en ciències socials.

## Aportació a la història de les dones i a la història de gèneres
Michelle Perrot ha contribuït sobretot en l'emergència de la història de les dones de la qual és pionera a França. Va dirigir amb Georges Duby la Histoire des femmes en Occident (Història de les dones a Occident) (5 vol., Plon, 1991-1992) i va publicar el conjunt dels seus articles sobre el tema en Les femmes ou els silences de l'histoire, Flammarion, 2001 (Les dones i el silenci de la història).